# Ратмировичі (станція)
Ратмировичі (біл. Ратміравічы) — станція Могильовського відділення Білоруської залізниці в Октябрському районі Гомельської області. Розташована у селищі Ратмирів, за 3,1 км на південний захід від села Ратмировичі; на лінії Бобруйськ — Рабкор, поміж зупинними пунктами Заозерщина і Оземля.